# Kenny Anderson
Kenneth „Kenny” Anderson (ur. 9 października 1970 w Nowym Jorku) – amerykański koszykarz, występujący na pozycji rozgrywającego, uczestnik meczu gwiazd NBA, reprezentant Stanów Zjednoczonych. Brązowy medalista Mistrzostw Świata. 
W 1989 wystąpił w meczu gwiazd amerykańskich szkół średnich - McDonald’s All-American. Wyróżniony nominacją do All-Star Game za sezon 1993/94. W sezonie 2001/2002 barwach Boston Celtics wywalczył awans do Finałów Konferencji. Rekord punktowy Kenny'ego Andersona w meczu przeciwko Detroit Pistons wyniósł 45 punktów. 

## Osiągnięcia
Na podstawie, o ile nie zaznaczono inaczej.
NCAA
- Uczestnik:
  - NCAA Tournament Final Four (1990)
  - turnieju NCAA (1990, 1991)
- Mistrz turnieju konferencji Atlantic Coast (ACC – 1990)
- USBWA National Freshman of the Year (1990)[7]
- Zawodnik Roku Naismith Prep (1989)
- Najlepszy pierwszoroczny zawodnik ACC (1990)[8]
- Zaliczony do:
  - I składu:
    - All-American (1991)
    - All-ACC (1990, 1991)
    - turnieju ACC (1990)

  - II składu All-American (1990 – NABC)
  - III składu All-American (1990 – AP)

NBA
- Uczestnik meczu gwiazd NBA (1994)[9]
- Zawodnik tygodnia (23.01.1994)

Inne
- Wicemistrz:
  - Ligi Bałtyckiej (2006)
  - Litwy (2006)
- Uczestnik rozgrywek TOP 16 Euroligi (2006)
- Wybrany do Koszykarskiej Galerii Sław Nowego Jorku (2008)[10]

Reprezentacja
- Brązowy medalista mistrzostw świata (1990)[11]
- Wicemistrz Igrzysk Dobrej Woli (1990)[12]
- Zaliczony do I składu mistrzostw świata w Argentynie (1990)